# Glee: The Music, Journey to Regionals
Glee: The Music, Journey to Regionals es el segundo extended play (EP) del elenco de la serie de televisión musical Glee. Contiene seis canciones de la primera temporada, más concretamente de su episodio final, «Journey to Regionals», y fue lanzado el 8 de junio de 2010, el mismo día de la emisión del episodio. La mitad de los temas son versiones de canciones de la banda estadounidense de rock Journey. El EP se estrenó en la parte superior de la lista Billboard 200 y obtuvo ventas de 154.000 copias durante su primera semana. A diferencia de las canciones de álbumes anteriores de Glee, sus canciones no fueron puestas en libertad como sencillos, pero todos sus temas lograron aparecer en varias listas de Estados Unidos. Las canciones fueron recibidas en general favorablemente. La lista de canciones de la gira de Glee «Glee Live! In Concert!», incluye tres canciones de Glee: The Music, Journey to Regionals.

## Antecedentes

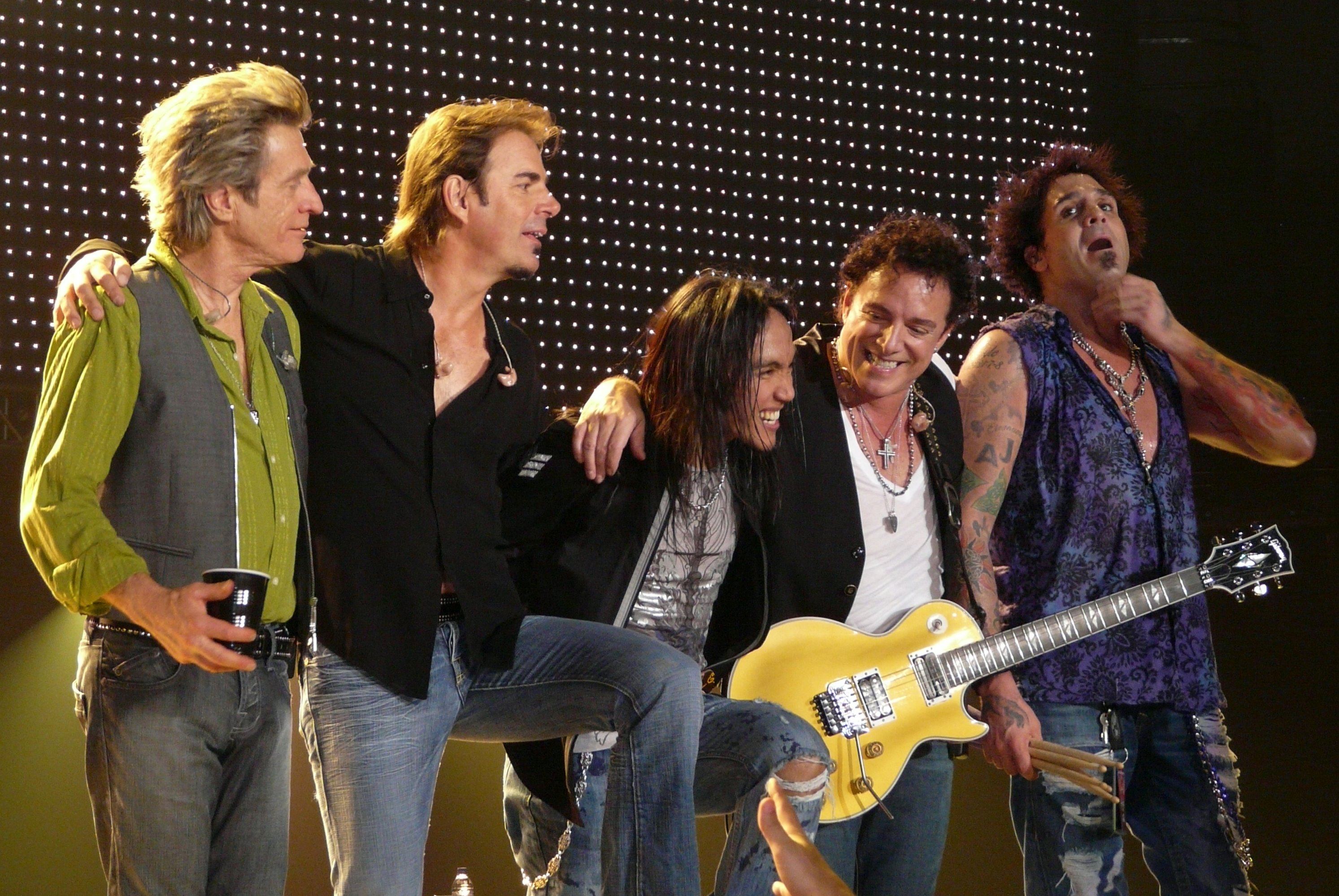
Tres de los seis temas del EP son covers de canciones de Journey (en la foto).

El último episodio de la primera temporada de Glee se estrenó en la cadena estadounidense Fox el 8 de junio de 2010. En él los miembros del coro del ficticio Instituto William McKinley van a participar en los Campeonatos Estatales de Coro. El profesor Schuester (Matthew Morrison) decide rendir tributo a la banda estadounidense de rock Journey, no solo como homenaje al sencillo «Don't Stop Believin» (cuya interpretación en el primer episodio le llevó a su decisión de permanecer en la escuela), sino como una representación del camino emprendido para llegar al nivel estatal de la competición.
El EP, junto con su lista de canciones, se anunció en un comunicado de prensa oficial, el 26 de mayo de 2010. Fue lanzado el 8 de junio de 2010 en los EE. UU., y el 14 de junio de 2010 en el Reino Unido. "Lovin ', Touchin', Squeezin" fue interpretado anteriormente en la serie en el episodio piloto.  El sencillo de 1981 "Don't Stop Believin" también se inerpreto a cabo con anterioridad en el piloto junto a "The Rhodes Not Taken". las canciones en el EP todas ellas son del género del pop y el rock.

## Respuesta crítica
Ricardo Baca del diario The Denver Post dijo haber disfrutado de la naturaleza familiar de las canciones del EP, y le gustó que se usara «fielmente» lo mejor de los sencillos de Journey. Sintió, sin embargo, que la música de la nueva versión de «Don't Stop Believin» eclipsó a las demás canciones. Andrew Leahey de Allmusic le dio al álbum una calificación de dos estrellas y media de cinco en total. Un escritor de Reuters llamado medley Journey "sincera y edificante" y Jessica Derschowitz de CBS News la encontró "fantástica". Gerrick Kennedy también lo disfrutó, resaltando su naturaleza emocional y complementando las voces de todo el elenco.  Eric Goldman de IGN  pensaba que la reprise de "Don't Stop Believin '" funcionaba bien, y no le gusta solo la conexión con el piloto, sino también su arreglo musical.  Bobby Hankinson de The Houston Chronicle disfrutó de "Don' t Stop Believin" lo mejor de las actuaciones, pero considera que no es necesario en el medley de Brett Berk de Vanity Fair y sintió el elenco habría hecho mejor de mostrar más de "Lovin', Touchin, Squeezin". Berk disfrutó mucho de "Bohemian Rhapsody", dándole una calificación de cuatro estrellas de cinco, aunque él pensó que era demasiado previsible una selección de la canción. James Poniewozik de Time opinó que la canción era buena para Glee, pero era contemplativa de los cuales el desempeño del coro fue el mejor. Berk sintió el contexto lírico de "To Sir With Love" fue bulgar y Hankinson quedó impresionado por la canción, que lo calificó de "dulce". "Over the Rainbow" se llamó "encantadora" y anticuado, Derschowitz decidió que era una canción de cierre "perfecto".
El exvocalista de Journey Steve Perry concedió una entrevista a la revista estadounidense RadarOnline, como coautor de varias canciones de Journey, y elogió el uso de sus canciones en el espectáculo: "Glee ha abierto un catálogo internacional [asi] de escribir canciones e introdujo esas canciones a toda una nueva generación que tendría de otra manera nunca haberlas podido escuchar". La versión de The Regionals de "Don't Stop Believin '" valió una nominación al Grammy por mejor Interpretación Pop por un Dúo o Grupo con Vocales para las ceremonias en 2011 a raíz de este nombramiento, la canción fue incluida en el álbum recopilatorio 2011 Grammy Nominees.

## Promoción
El elenco se embarcó en una gira de conciertos por América, llamada «Glee Live! In Concert!», a partir de mayo de 2010 en la cual se interpretan canciones de la primera temporada. Del EP, «Faithfully» y «Any Way You Want It / Lovin' Touchin' Squeezin» fueron incluidos en la lista de canciones a interpretar en la gira. El actor Matthew Morrison apareció en el concierto de Nueva York como estrella invitada para cantar «Over the Rainbow», mientras tocaba el ukelele.

## Lista de canciones
| N.º   | Título                                              | Escritor(es)               | Intérprete original   | Duración |  |
| 1.    | «Faithfully»                                        | Jonathan Cain              | Journey               | 4:35     |  |
| 2.    | «Any Way You Want It / Lovin', Touchin', Squeezin'» | Steve Perry, Neal Schon    | Journey               | 3:09     |  |
| 3.    | «Don't Stop Believin» (Version para regionales)     | Cain, Perry, Schon         | Journey               | 3:43     |  |
| 4.    | «Bohemian Rhapsody» (con Jonathan Groff)            | Freddie Mercury            | Queen                 | 5:57     |  |
| 5.    | «To Sir with Love»                                  | Don Black, Mark London     | Lulu                  | 2:43     |  |
| 6.    | «Over the Rainbow»                                  | Harold Arlen, E.Y. Harburg | Israel Kamakawiwoʻole | 2:31     |  |
| 22:38 |                                                     |                            |                       |          |  |

## Créditos

### Créditos de presentación
- Voces principales: Dianna Agron, Chris Colfer, Kevin McHale, Lea Michele, Cory Monteith, Matthew Morrison, Amber Riley, Mark Salling, Jenna Ushkowitz.
- Voces invitadas: Kristin Chenoweth.
- Voces adicionales: Adam Anders, Kamari Copeland, Tim Davis, Emily Gómez, Nikki Hassman, David Loucks, Chris Mann, Zac Poor, Jasper Randall, Windy Wagner.
- Productores ejecutivos: Brad Falchuk, Dante DiLoreto.
- Productores: Adam Anders, Peer Åström, Dante DiLoreto, Brad Falchuk, James Levine, Ryan Murphy
- Productores de la banda sonora: Adam Anders, Ryan Murphy.
- Mezcla: Peer Åström.
- Compositores: Lamont Dozier, Freddie Mercury.
- Coordinadores: Heather Guibert, Robin Koehler, Meaghan Lyons

### Créditos técnicos
- Ingenieros: Adam Anders, Peer Åström, Dan Marnien, Ryan Peterson.
- Arreglos vocales: Adam Anders, Tim Davis.
- Contratista: Tim Davis.
- Masterización: Louie Teran.

### Crédito en carátula
- Dirección artística: David Bett, Maria Paula Marulanda.
- Diseño: David Bett, Maria Paula Marulanda
- Diseño de carátula: Jeannette Kaczorowski.

## Listas musicales de álbumes
| Gráfica (2010)        | Pico de posición |
| --------------------- | ---------------- |
| ARIA Charts           | 3                |
| Canadian Albums Chart | 2                |
| Irish Albums Chart    | 1                |
| Top 100 México        | 59               |
| UK Albums Chart       | 2                |
| Billboard 200         | 1                |
| Billboard Soundtracks | 1                |

## Historial de lanzamiento
| País           | Lanzamientos         |
| -------------- | -------------------- |
| Canadá         | 8 de junio de 2010   |
| Japón          | 8 de junio de 2010   |
| Estados Unidos | 8 de junio de 2010   |
| Irlanda        | 11 de junio de 2010  |
| Reino Unido    | 14 de junio de 2010  |
| Australia      | 18 de junio de 2010  |
| Nueva Zelanda  | 21 de junio de 2010  |
| Taiwán         | 10 de agosto de 2010 |